# Linde auf dem Anger in Rechtebach
Die Linde auf dem Anger in Rechtebach im nordhessischen Werra-Meißner-Kreis wurde bereits in der Mitte der 1930er Jahre zu einem Naturdenkmal erklärt. Ihr Alter wird auf mehr als 140 Jahre geschätzt.

## Standort

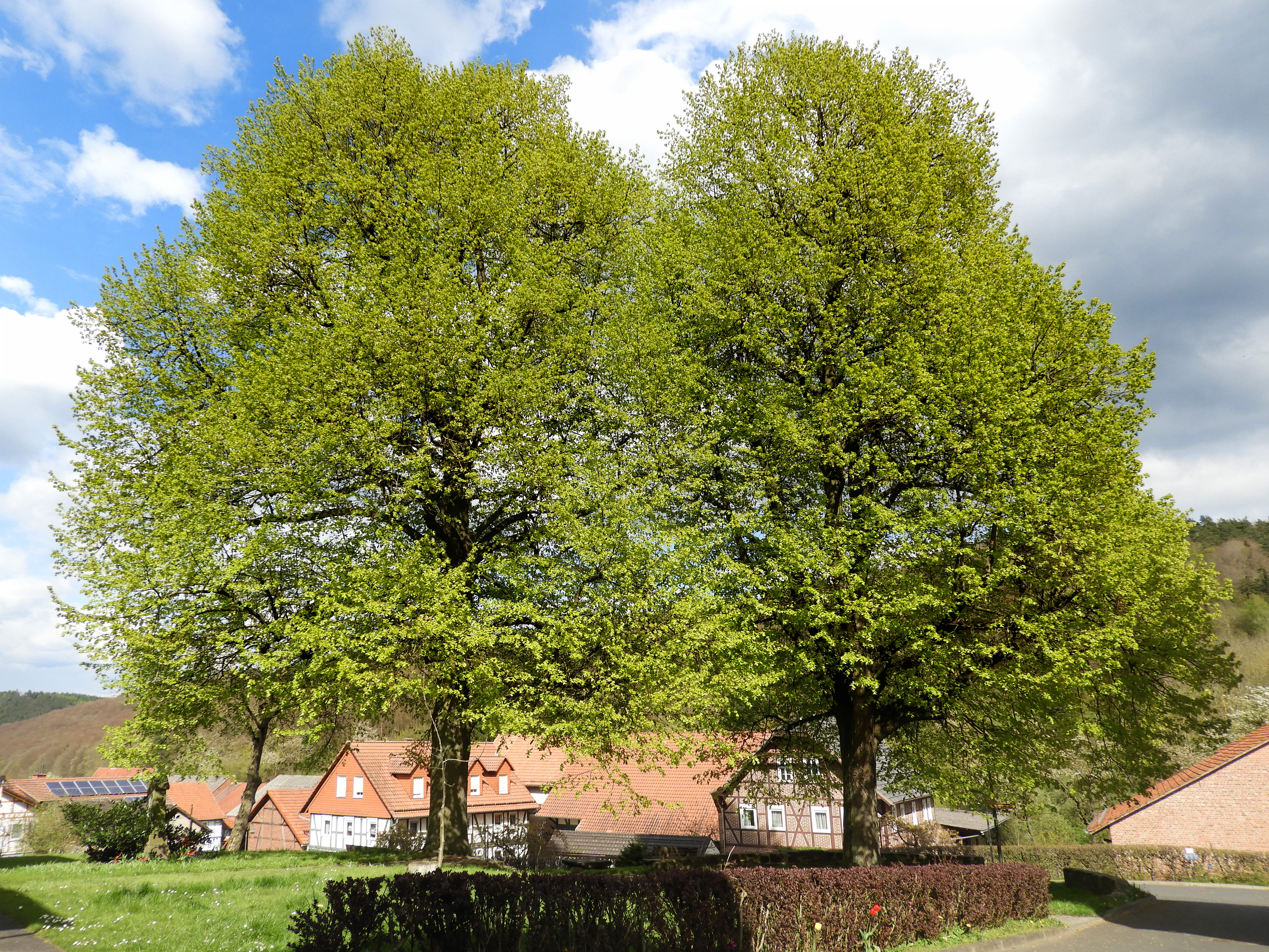
Die beiden Linden auf dem Dorfanger (r) und auf der ehemaligen Gerichtsstätte (l)

Die Linde wurde auf dem Dorfplatz in unmittelbarer Nähe zur Kirche von Rechtebach gepflanzt. Kirche und Anger befinden sich in der Ortsmitte und werden von einer weitgehend erhaltenen historischen Bebauung umgeben. Das kleine Dorf, in dem im Laufe seiner Geschichte nur in den 1940er und 1950er Jahren etwas mehr als 200 Einwohner lebten, wurde erstmals um 1320 als Rettebach erwähnt, der heutige Name ist seit dem Jahr 1352 überliefert. Im Oktober 1970 wurde Rechtebach im Rahmen der hessischen Gebietsreform als Ortsteil in die Stadt Waldkappel eingegliedert.
Der Dorfanger, in dessen Mitte sich die Linde erhebt, ist ein runder Platz, von etwa 9 m Durchmesser, der von einer bis zu 50 cm hohen Mauer aus Sandsteinquadern umgeben wird. Außerhalb des ummauerten Bereiches steht eine zweite, vermutlich gleichaltrige Linde ein Gerichtstisch.

## Schutz
Die Linde auf dem Anger in Rechtebach hat in der Liste der Naturdenkmale des Werra-Meißner-Kreises die Nummer ND 636.574. Sie war einst eine von 101 Naturdenkmalen im Kreis Eschwege, die anlässlich der Neuregelung des Naturschutzes durch das Naturschutzgesetz vom 26. Juni 1935 mit der laufenden Nummer 74 in das Naturdenkmalbuch eingetragen wurde und mit dem Inkrafttreten der Verordnung zur Sicherung von Naturdenkmalen in den Stadt- und Landkreisen des Regierungsbezirks Kassel am 1. November 1936 den Schutz des Reichsnaturschutzgesetzes erhielt. Als „rechtsverbindlich festgesetzte Einzelschöpfung der Natur“ wird sie auch durch das heutige Bundesnaturschutzgesetz besonders geschützt. Die weitgehend ungestörte historische Bebauung Rechtebachs mit dem Dorfanger und der Kirche gilt dem Denkmalschutz aus künstlerischen, geschichtlichen und städtebaulichen Gründen als erhaltenswert.